# Telha

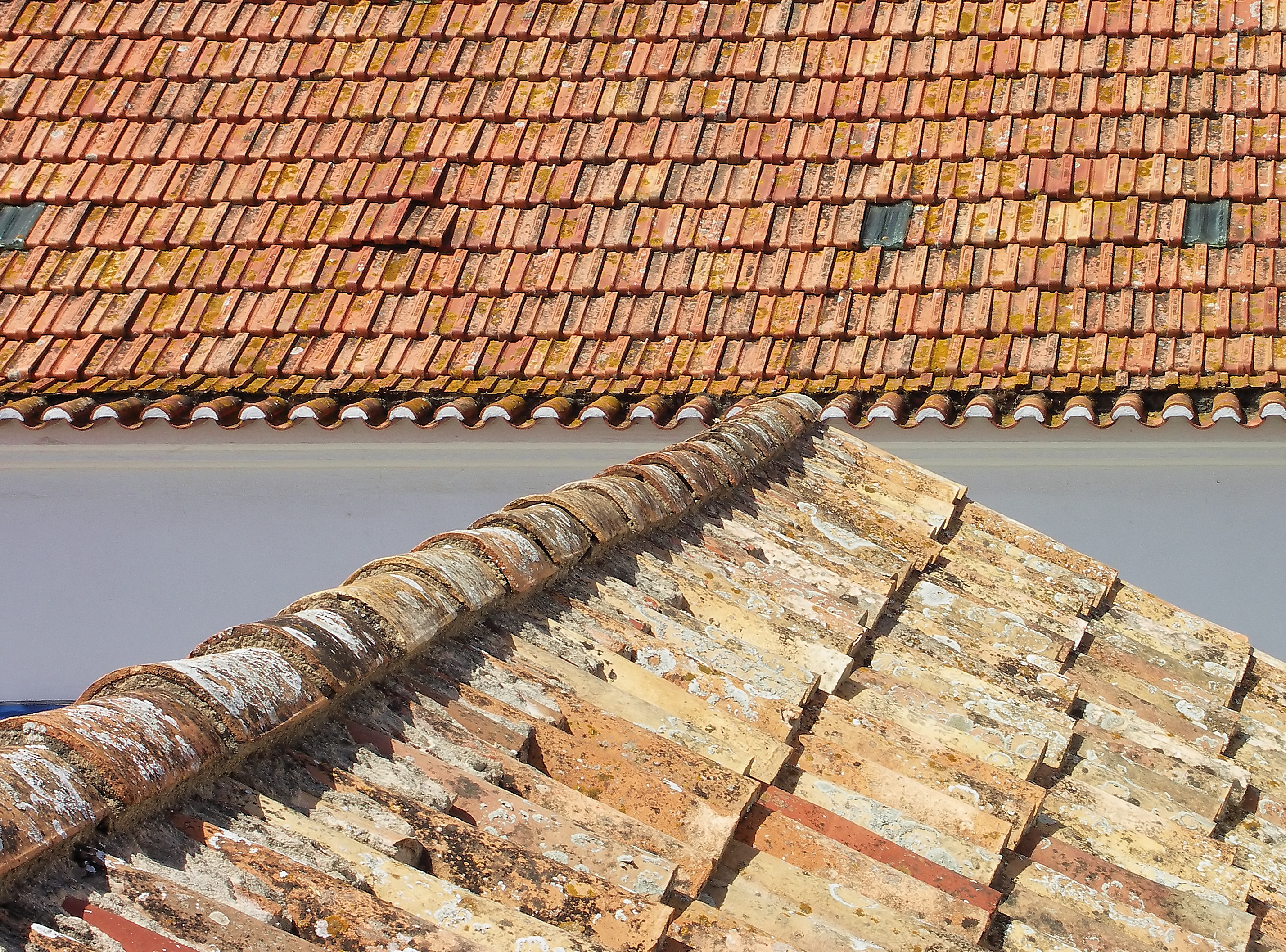
Dois tipos de telha portuguesa: a tradicional (primeiro plano) e a moderna. Porto Covo, Portugal.

Telha é um elemento na construção civil usado na cobertura de casas e outras edificações. É tipicamente feita em cerâmica, mas pode ser produzida em uma grande variedade de materiais, tais como pedra, cimento, amianto, metal, barro, vidro, plástico, madeira, dentre outros.
Como regra, são usados conjuntos de telhas, que integrando-se umas às outras formarão o telhado. Uma boa telha oferece encaixes precisos, evitando a infiltração de água ou vento, resistência a intempéries, e desempenho condizente com o previsto no material empregado.
A decisão do tipo e material adequados da telha usada depende de fatores como incidência de chuvas ou neve, temperaturas médias da região, tipologia da construção, vãos e, naturalmente, disponibilidade de materiais, mão-de-obra no local e o modo em que o material será utilizado.

## Telha cerâmica
A telha cerâmica, uma das mais antigas e acessíveis opções de telha disponíveis, ainda é uma opção muito popular, adequando-se muito bem ao clima tropical e oferecendo uma ótima relação de custo-benefício. É oferecida em uma variedade de formas, que variam quanto ao tipo de encaixe, rendimento por m², inclinação exigida dos panos do telhado, proporcionando assim uma considerável variedade de alternativas arquitetônicas possíveis com o uso do material. Alguns tipos mais comuns  de telhas cerâmicas são descritos abaixo.

### Telha romana
A telha romana é uma telha bem popular na arquitetura romana, brasileira e portuguesa.
No Brasil, essa telha é bem popular e é encontrada nos telhados de várias casas e estabelecimentos, devido ao seu baixo custo e a sua forma atraente. Oferece um rendimento de 17 peças/m² e exige um caimento de 30 a 45%.

### Telha portuguesa (aba-canudo)
A telha portuguesa é utilizada na construção e acabamento de telhados ondulados, principalmente se o projeto exige uma releitura de estilo e época ou pretende dar uma forma mais arredondada e com movimento ao telhado. A montagem, simples e prática, é facilitada pela hegemonia de cada peça, com encaixe perfeito e ondulação simetricamente definida.
Dados técnicos
- Dimensões: 22×40 cm
- Peso Unitário: 2,4 kg (aproximadamente)
- Telhas/m²: 17
- Peso/m²: 40,8 kg
- Absorção: máx. 14%

### Telha capa e canal
Também conhecida como telha colonial, a telha capa e canal é constituída de argila e tem forma côncava, são assentadas em fileiras com posição invertidas.

### Telha shingle
A telha shingle tem sistema próprio de montagem. As telhas são lâminas finas com cerca de 4mm de material asfáltico cobertos com granilha de rocha que dá a coloração e pigmento da telha, que é fosca. A telha é pregada com pregos especiais nas chapas de compensado, mas também possui um sistema de auto-vedação que faz com que as telhas se grudem umas às outras, produzindo uma camada única de vedação como se fosse uma manta.
De maneira geral a montagem segue três etapas principais: 
1. Fixação de compensados OSB em cima dos caibros;
2. Instalação da manta de subcobertura que pode ser colada, grampeada ou fixada pelas telhas;
3. Por, fim, prega-se as telhas telhas.

Além dessas três etapas, existe a necessidade de acessórios de beiral e ventilações forçadas, que são peças plásticas de acessórios componto o chamado Kit de montagem. A aplicação deve ser feita conforme orientações do manual de cada fornecedor.